# El Paujil (kommun)
El Paujil är en kommun i Colombia.   Den ligger i departementet Caquetá, i den centrala delen av landet, 400 km söder om huvudstaden Bogotá. Antalet invånare är 17 634.